# سرخ دم لکی (کوهدشت)
سرخ دم لکی یک منطقهٔ مسکونی در ایران است که در دهستان کوهدشت شمالی واقع شده‌است. سرخ دم لکی ۹۰ نفر جمعیت دارد.